# Jaguaquara (kommun)
Jaguaquara är en kommun i Brasilien.   Den ligger i delstaten Bahia, i den östra delen av landet, 900 km öster om huvudstaden Brasília. Antalet invånare är 51 019.
Följande samhällen finns i Jaguaquara:
- Jaguaquara

Omgivningarna runt Jaguaquara är en mosaik av jordbruksmark och naturlig växtlighet. Runt Jaguaquara är det ganska glesbefolkat, med 25 invånare per kvadratkilometer.